# Pingit (Rakit)
Pingit is een bestuurslaag in het regentschap Banjarnegara van de provincie Midden-Java, Indonesië. Pingit telt 4975 inwoners (volkstelling 2010).